# Народный комиссариат юстиции СССР
Наро́дный комиссариа́т юсти́ции СССР (Наркомюст СССР, НКЮ СССР) — 
существовавший в 1936—1946 г.г. центральный союзно-республиканский орган государственного управления СССР, обеспечивавший осуществление правосудия путем организационного руководства судами и иными правовыми учреждениями, правовую работу в сфере  систематизации и кодификации советского законодательства.

## Создание. Причины создания
Образован 20 июля 1936 года Постановлением ЦИК и СНК СССР
Создание НКЮ СССР проходило в рамках «всенародного обсуждения» и подготовки принятия Конституции СССР (1936 г.), в которой введено понятие высшего надзора за точным исполнением законов, которое было возложено только на Прокурора Союза ССР (ст. 113), в связи с чем произошло выделение органов прокуратуры от системы юстиции  в самостоятельную единую централизованную систему. 
Данный процесс начался еще в 1933 г. с организации Прокуратуры Союза ССР, но тогда процесс еще не был завершен. 
Несмотря на то, что Прокуратура СССР осуществляла общее руководство прокуратурами союзных республик, но организационно они оставались в составе республиканских наркоматов юстиции.
Данные административно-правовые изменения отразили стремление сталинского режима усилить централизацию союзного государства, сосредоточить властные полномочия в тех сферах, которые ранее составляли прерогативу республик.
Поэтому, декларируемое  Конституцией  СССР 1936 г. право именно Верховного Суда СССР, как высшего судебного органа, осуществлять  надзор  за  судебной  деятельностью  судебных  органов  СССР,  а также судебных органов союзных республик (ст.104) вступило в противоречие с Положением о НКЮ СССР, которое оставляло за последним право так же давать судам общие указания в целях обеспечения правильности и единообразия судебной практики. Такое положение  означало  отсутствие даже формальной независимости судов от органов исполнительной власти, возможность  неправомерного вмешательства административного органа в деятельность по отправлению правосудия, что в условиях нарастающего большого террора вряд ли можно признать случайной коллизией. 
Избавиться от несвойственной функции удалось только при воссоздании Министерства юстиции СССР.

## Правовая основа деятельности
Конституция СССР 1936 года (ст.78) и Положение о НКЮ СССР, утвержденное 08.12.1936 г.

## Функции
В целях осуществления возложенных на него задач НКЮ СССР:
- наблюдает за применением судами «Положения о судоустройстве» — уголовного, гражданского и процессуальных кодексов, обобщает практику их применения и разрабатывает необходимые изменения и дополнения к ним;
- наблюдает за применением судами советских законов и дает судам общие указания в целях обеспечения правильности и единообразия судебной практики;
- руководит организацией судебной системы, организацией выборов судей и организационно-хозяйственным обслуживанием судов на всей территории Союза ССР;
- осуществляет ревизию и инструктирование судебных учреждений;
- осуществляет общее руководство и надзор за деятельностью коллегий защитников и организует юридическую помощь населению;
- осуществляет общее руководство и надзор за деятельностью производственно-товарищеских и сельских общественных судов;
- осуществляет общее руководство и надзор за работой нотариата;
- руководит системой юридического образования и управляет состоящими в его ведении высшими юридическими учебными заведениями и научно-исследовательскими институтами;
- ведёт работу по кодификации законодательства Союза ССР, даёт юридическую консультацию и заключения для Совета Народных Комиссаров Союза ССР;
- ведёт судебную статистику и учёт лиц, лишённых избирательных прав по суду;
- руководит издательским делом по вопросам правовой литературы.

Одновременно с организацией союзного НКЮ был разрешён вопрос об окончательном отделении от НКЮ прокуратуры, общее руководство которой ранее осуществлялось через НКЮ союзных республик. С момента организации союзной Прокуратуры руководство прокуратурами осуществлялось прокуратурой Союза ССР. Надзор за судебной работой по конкретным делам на территории СССР осуществлял Верховный суд СССР.

## Структура наркомата

### 1936—1937 годы
Во главе НКЮ СССР стоял народный комиссар, имевший двух заместителей.
При Наркомате действовал Методический Совет, Секретариат и Оперативное совещание. В составе НКЮ были образованы:
- отдел судебных учреждений,
- отдел судебной защиты и юридической помощи населению,
- отдел нотариата,
- отдел кодификации законодательства Союза ССР и юридической консультации,
- Справочно-кодификационная часть
- отдел кадров,
- управление учебными заведениями,
- спецсектор,
- секретно-шифровальная часть,
- административно-финансовый отдел.
- Центральное бюро судебно-бухгалтерской экспертизы
- Всесоюзный институт юридических наук (ВИЮН)

Штатное расписание (кроме ВИЮН) 256 человек

### 1939 год
Во главе НКЮ СССР стоял народный комиссар, имевший несколько заместителей; при Наркомате действовал Секретариат, коллегия, совещание заместителей, контрольно-инспекторская группа. В составе НКЮ были образованы:
- Управление кадров
- Управление общих судов
- Управление специальных судов
- Управление учебных заведений
- Кодификационный отдел
- Отдел адвокатуры
- Отдел нотариата
- Планово-финансовый отдел
- Мобилизационный отдел
- Секретно-шифровальный отдел
- Управление делами
- ВИЮН

Штатное расписание (кроме ВИЮН) 375 человек.

### 1940 год
Во главе НКЮ СССР стоял народный комиссар, имевший несколько заместителей; при Наркомате действовал Секретариат, коллегия, совещание заместителей, контрольно-инспекторская группа. В составе НКЮ были образованы:
- Управление кадров
- Управление судебных органов
- Управление военных трибуналов
- Управление учебных заведений
- Отдел линейных судов железнодорожного и водного транспорта
- Кодификационный отдел
- Отдел адвокатуры
- Отдел нотариата
- Планово-финансовый отдел
- Мобилизационный отдел
- Секретно-шифровальный отдел
- Управление делами
- ВИЮН

Штатное расписание (кроме ВИЮН) 357 человек.

### 1942 год
Во главе НКЮ СССР стоял народный комиссар, имевший несколько заместителей; при Наркомате действовал Секретариат, коллегия, совещание заместителей. В составе НКЮ были образованы:
- Управление судебных органов
- Главное управление военных трибуналов
- Управление кадров
- Управление делами
- Отдел адвокатуры
- Отдел нотариата
- Кодификационный отдел
- Финансовый отдел
- Секретно-шифровальный отдел
- ВИЮН

### 1944 год
Во главе НКЮ СССР стоял народный комиссар, имевший несколько заместителей; при Наркомате действовал Секретариат, коллегия, совещание заместителей. В составе НКЮ были образованы:
- Управление судебных органов
- Главное управление военных трибуналов Красной Армии и Военно-морского флота
- Главное управление военных трибуналов транспорта
- Управление военных трибуналов войск НКВД
- Управление учебных заведений
- Управление кадров
- Управление делами
- Административно-финансовое управление
- Отдел адвокатуры
- Отдел нотариата
- Кодификационный отдел
- Секретно-шифровальный отдел
- ВИЮН

## Наркомы юстиции СССР
- Крыленко Н.В. 20.07.1936 — 18.01.1938
- Рычков Н.М. (с 1946 года министр) 18.01.1938 — 29.01.1948

## Реорганизация
15 марта 1946 года в соответствии с Законом СССР «О преобразовании Совета Народных Комиссаров СССР в Совет Министров СССР и Советов Народных Комиссаров союзных и автономных республик — в Советы Министров союзных и автономных республик» все народные комиссариаты были переименованы в министерства, соответственно НКЮ СССР был преобразован в Министерство юстиции СССР.